# Litteraturåret 1924

## Händelser
- 1 december – Första numret av La Révolution surréaliste utges i Paris.
- okänt datum – André Breton ger ut det första av Surrealismens manifest, som inledning till en samling automatiskt skrivna texter, Poisson soluble.
- okänt datum – Ett arbete av Sigmund Freud utkommer för första gången på svenska, Vardagslivets psykopatologi [1].
- okänt datum – Michael Arlen gör skandalsuccé i Storbritannien med romanen Den gröna hatten som snabbt utkommer på flera språk, på svenska året efter, i flerfaldiga upplagor.

## Priser och utmärkelser
- Nobelpriset – Władysław Reymont, Polen[2]
- De Nios Stora Pris – Vilhelm Ekelund och Gustaf Ullman
- Kungliga priset – Vilhelm Lundström
- Letterstedtska priset för översättningar – Johan Bergman för tolkningen av Sagan om Aeneas
- Svenska Akademiens stora pris – Erik Wilhelm Dahlgren

## Nya böcker

### A – G
- Bergtagen av Thomas Mann
- Brantome av Ola Hansson
- Chefen fru Ingeborg av Hjalmar Bergman
- De fyra främlingarna av Eyvind Johnson (debut)
- Döda människor av Rudolf Värnlund
- Gömda land av Karin Boye

### H – N
- Mannen i brunt av Agatha Christie
- Moskoviter av Albert Engström
- Kvartetten som sprängdes av Birger Sjöberg

### O – U
- Olsson går i land. Berättelser av Gustaf Hellström
- Onda sagor av Pär Lagerkvist
- Orions bälte av Gustav Hedenvind-Eriksson
- Sagan om den lilla hinden av Elsa Beskow[3]
- Silverforsen av Elin Wägner
- Trots allt av John Galsworthy

### V – Ö
- Verdi av Franz Werfel
- Åke och hans värld av Bertil Malmberg

## Födda
- 30 januari – Lloyd Alexander, amerikansk översättare och författare.
- 17 februari – Lasse Sandberg, svensk illustratör och barnboksförfattare.
- 22 mars – Michael Hamburger, tysk-engelsk poet och översättare.
- 24 juli – Stig Wallgren, svensk reklamman, konstnär, kompositör, sångtextförfattare, artist och författare.
- 3 augusti – Leon Uris, amerikansk författare.
- 28 augusti – Janet Frame, nyzeeländsk författare.
- 30 augusti – [[ Växla innehållsförteckningen

Albert Sandström (kompositör)|Albert Sandström]], svensk kompositör, musiker och författare.
- 9 september – Henrik Tikkanen, finlandssvensk illustratör och författare.
- 15 september – Lucebert, nederländsk poet och bildkonstnär.
- 4 oktober – Charlton Heston, amerikansk filmskådespelare och författare.
- 7 oktober – Gunnar Brusewitz, svensk författare, konstnär och tecknare.
- 13 oktober – Harry Schein, svensk författare.
- 14 oktober – Gunnel Linde, svensk TV- och radioproducent, författare, grundare av föreningen Barnens rätt i samhället (BRIS).
- 24 oktober – Lars Widding, svensk författare och journalist.
- 1 november – Bo Sköld, svensk författare och översättare.
- 25 november – Mauri Sariola, finsk författare
- 2 december – Vilgot Sjöman, svensk författare och filmregissör.
- 20 december – Friederike Mayröcker, tysk författare.
- 24 december – Bosse Gustafson, svensk konstnär, grafiker, författare och debattör.

## Avlidna
- 31 mars – Henning Berger, 51, svensk författare.
- 4 maj – Edith Nesbit, 65, brittisk författare.
- 3 juni – Franz Kafka, 40, tyskspråkig judisk författare.
- 3 augusti – Joseph Conrad, 66, polsk-brittisk sjöman och författare.
- 8 oktober – Ida Högstedt, 56, svensk författare.
- 12 oktober – Anatole France, 80, fransk författare, nobelpristagare 1921.
- 29 december – Carl Spitteler, 79, schweizisk författare, nobelpristagare 1919.

### Fotnoter
1. ↑  Sverige 1900-talet – Från den lilla, lilla gumman till vilda bebin, NE, Bra Böcker, 2000
2. ↑  ”Nobelpriset i litteratur”. https://www.nobelprize.org/prizes/lists/all-nobel-prizes-in-literature/. Läst 20 mars 2011.
3. ↑  ”Elsa Beskows boktitlar”. Arkiverad från originalet den 14 december 2012. https://web.archive.org/web/20121214172009/http://kampanj.bonniercarlsen.se/beskow/titlar1.htm. Läst 12 april 2011.